# Damaged Goods (Lied)
Damaged Goods ist ein Lied der englischen Post-Punk Band Gang of Four. Die Debütsingle erschien auf einer EP am 13. Oktober 1978 bei dem unabhängigen Plattenlabel Fast Product. Die EP der Band erhielt viel Zuspruch, was die Band dazu veranlasste, beim Major-Label EMI zu unterschreiben. Das Lied, Damaged Goods wurde 1979 für ihr Debütalbum, Entertainment! neu aufgenommen.

## Musik und Text
Das Lied, Damaged Goods, beginnt mit einem synkopierten Bass und Gitarre über mehrere Takte, in die später das Schlagzeug einsetzt. Der Gesang von Jon King, der die Stimmung einer einsamen, sehnsuchtsvollen Klage als Sänger anstimmt, wird von einem gesprochenen Liedtext des Gitarristen der Band, Andy Gill, übernommen. Der AllMusic-Kritiker Tom Maginnis meinte, dass dieses Lied eines ihrer einflussreichsten war, während er die "Untypische Leichtigkeit und Sprungkraft Dave Allens hervorragender Basslinie" anmerkte, die mit einer konstant hackenden Rhythmusgitarre von Andy Gill konterkariert wird. Er beschrieb das Endergebnis als „Fast tanzbar, nur die empörte Gesangs–Tirade des Sängers Jon King störe da etwas“. Der New Musical Express schrieb dazu: „Dieser Song hat einen Gitarrenriff, der sich auch durch eine besonders starke Eisenwand bohren könnte; der kälteste Funk diesseits von Prince & The Revolution.“
Textlich geht es in dem Lied um das Sexuell–Politische, das auch in seiner Doppeldeutigkeit den Kern der Botschaft bildet. In einem Interview mit dem Magazin Clash aus dem Jahr 2009 erklärte der Sänger und Texter Jon King, dass er sich von einem Slogan in einem Morrison Supermarkt in Leeds inspirieren ließ und das in den Text einbaute – als einen guten Anfang über eine dem Untergang geweihte Beziehung. Tom Maginnis von AllMusic schrieb dazu, dass der Text „die kollektive Haltung der Post-Punk-Ära zusammenfasst, indem er der optimistischeren Musik der 60er und selbstverliebten 70er Jahre mit diesem Sing–Sang Adieu sagt“.

## Artwork
Die Hülle der EP wurde im Stile des Situationismus und Dekonstruktivismus vom Produzenten Bob Last entworfen. Auf der Vorderseite steht der Bandname in fett gedruckten, schwarzen, serifenlosen Großbuchstaben auf einem tiefrosa Hintergrund. Die Titelangaben Damaged Goods, Love Like Anthrax und Armalite Rifle sind um den Bandnamen herum angeordnet. Auf der Rückseite der Hülle ist ein Zeitungsausriss eines weiblichen Toreros in einem Stierkampf zu sehen sowie der Auszug aus dem Brief der Band an den Produzenten Bob Last, in dem die Band darlegt, wie sie sich die Hülle für die EP vorstellt. In diesem Brief fordern sie Last auf, in den Zeitungsausriss auch eine wortwörtliche Transkription des Gesprächs der Band mit einer Stripperin und einem Komiker einzufügen. Last ignorierte die Forderungen der Band und entwarf eine Hülle, die nur den Zeitungsausriss als auch einen Auszug vom Brief der Band an ihn enthielt.

## Kritiken
Nach der Veröffentlichung 1978 wurde der Titel Damaged Goods zu einem Independenthit. Die Verschmelzung von Punkrock und Funk inspirierte zukünftige Bands wie Fugazi und Rage Against the Machine. Tom Maginnis von AllMusic nannte den Song „eine meisterhafte Mischung aus Sex, Politik und treibender, melodiöser, Post-Punk-Angst“. Über den musikalischen Einfluss auf andere Bands schrieb er, Damaged Goods würde sich als der musikalische Brennpunkt einer Ära darstellen, die zusammen mit Zeitgenossen wie The Fall, den Au Pairs und The Clash eine neue, radikale, politische Agenda im Rock & Roll schmieden würden. Simon Reynolds, der Autor des Buches Rip It Up and Start Again – Postpunk 1978–1984, schrieb: „Die Band hat einen völlig neuen Weg gefunden, die heikle Gefahrenzone, die als ‚Politics-in-Rock‘ bekannt ist, zu überwinden.“ Und schrieb dann weiter: „Abgedroschen – aber zugänglich, vermieden Gang of Four sowohl den Tom Robinson–artigen Predigtprotest in der Musik, als auch die verbietende Didaktik der Avantgardisten – wie der Band Henry Cow; radikale Form, radikaler Inhalt, dennoch kann man gut dazu tanzen.“ Der Musikjournalist Paul Lester betrachtete Damaged Goods als die erste Post-Punk-Single.
Der New Musical Express nannte Damaged Goods als Nummer 46 auf der Liste der 100 Best Tracks of the Seventies.
Der Arbeitstitel von Massive Attacks drittem Album Mezzanine war Damaged Goods. Massive Attack nahmen sogar eine Coverversion davon auf, aber sie wurde bisher nicht veröffentlicht.

## Titelliste der EP
Alle Titel wurden von Gang of Four geschrieben.
| Nr.          | Titel             | Länge |
| ------------ | ----------------- | ----- |
| 1.           | Damaged Goods     | 3:34  |
| 2.           | Armalite Rifle    | 3:18  |
| 3.           | Love Like Anthrax | 3:03  |
| Album Länge: | Album Länge:      | 9:55  |

### Besetzung
- Andy Gill († 2020) – E-Gitarre, Gesang
- Jon King – Gesang
- Hugo Burnham – Schlagzeug
- Dave Allen († 2025) – Bassgitarre

### Technik
- John Brierley – Toningenieur
- Bob Last (Fast Product) – Produzent und Covergrafik

## Coverversionen
- The Hotrats coverten den Titel auf ihrem Debüt-Album, Turn Ons (2009).
- Die B-Seite Anthrax wurde von Nine Inch Nails live 2009 aufgenommen. Auf dieser Aufnahme sind Gary Numan, Mike Garson und der Jane’s Addiction Bassist, Eric Avery zu hören.
- La Roux coverte das Stück 2021 als Beitrag auf dem Gang of Four / Andy Gill Tribute Sampler "The Problem of Leisure"